# PGC 36455
LEDA/PGC 36455 ist eine Balken-Spiralgalaxie mit aktivem Galaxienkern vom Hubble-Typ SBa im Sternbild Großer Bär am Nordsternhimmel, die schätzungsweise 427 Millionen Lichtjahre von der Milchstraße entfernt ist.

Im selben Himmelsareal befinden sich u. a. die Galaxien NGC 3847, NGC 3855, IC 726, IC 2952.